# Bi Sheng
Bi Sheng (cinese tradizionale: 畢昇; cinese semplificato: 毕昇, pinyin: Bì Shēng) (Huizhou, 972 – 1051) è stato un tipografo e inventore cinese, realizzatore del primo sistema di stampa a caratteri mobili.
Il sistema di Bì Shēng, fatto di caratteri di terracotta, fu inventato fra il 1041 e il 1048 in Cina.

## Stampa a caratteri mobili

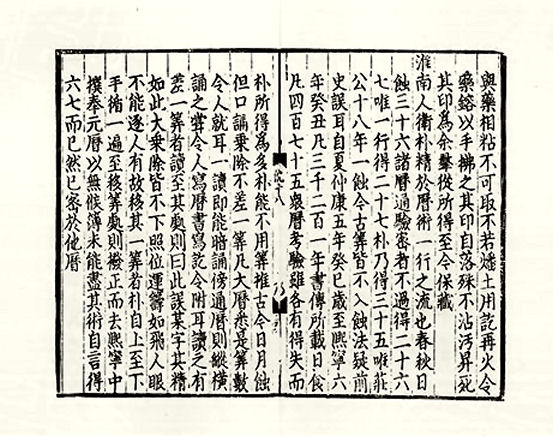
Pagina del Mengxi Bitan che descrive il sistema inventato da Bi Sheng

Bì Shēng era di umili origini, e non esistono documenti sulla sua vita. L'unico documento è il Mengxi Bitan (夢溪筆談) di un funzionario cinese, intellettuale e scienziato, Shen Kuo (沈括) (1031–1095). Il Mengxi Bitan fornisce una descrizione piuttosto dettagliata dell'invenzione di Bì Shēng.
I fragili caratteri di Bi Sheng (incisi nella porcellana, ceramica di argilla viscosa, induriti nel fuoco e assemblati in resina) non si prestavano per la stampa a larga diffusione. Il funzionario Wang Zhen (attivo fra il 1290 e il 1333) migliorò il sistema di Bi Sheng introducendo caratteri mobili incisi nel legno. Successivamente, la stampa a caratteri mobili fu sviluppata in Cina e in Corea verso il 1490 con la realizzazione di caratteri di bronzo da parte del tipografo Hua Sui (1439-1513).